# Monumentet for Minin og Pozjarskij
Monumentet for Minin og Pozjarskij er en bronzestatue på den Røde Plads i Moskva lige ud for Vasilij-katedralen. Statuen hylder fyrst Dmitrij Pozjarskij og Kuzma Minin, der samlede en russisk hær af frivillige og jagede den polske hær ud af Kreml. Dermed endte Forvirringens tid i 1612. Statuen indeholder foruden de to fyrster også en forgyldt grydeske, der efter sigende skulle have været brugt som slagvåben under adskillige vigtige kampe.
Det var meningen at monumentet skulle indvies i 200-året for begivenheden. Konkurrencen for at designe skulpturen blev vundet af den fejrede skulptør Ivan Martos i 1808. Efter Napoleons invasion af Rusland i 1812 kunne monumentet først indvies i 1818. 

## Trivia
Den 4. november 2005 blev en næsten identisk kopi rejst i Nizjnij Novgorod. Kopien er 5 cm kortere end originalen.

## Galleri
- Et СССР-frimærke med monumentet, 1989.